# 6-я гвардейская военно-транспортная авиационная дивизия
6-я гвардейская военно-транспортная авиационная Запорожская Краснознамённая орденов Суворова и Богдана Хмельницкого дивизия (6-я гв. втад) — соединение Военно-воздушных сил (ВВС) Вооружённых сил РККА штурмовой авиации, принимавшее участие в боевых действиях Великой Отечественной войны.

## История наименований
- 290-я штурмовая авиационная дивизия;
- 6-я гвардейская штурмовая авиационная дивизия;
- 6-я гвардейская штурмовая авиационная Запорожская дивизия;
- 6-я гвардейская штурмовая авиационная Запорожская Краснознамённая дивизия;
- 6-я гвардейская штурмовая авиационная Запорожская Краснознамённая ордена Суворова дивизия;
- 6-я гвардейская штурмовая авиационная Запорожская Краснознамённая орденов Суворова и Богдана Хмельницкого дивизия;
- 6-я гвардейская транспортная авиационная Запорожская Краснознамённая орденов Суворова и Богдана Хмельницкого дивизия (27.04.1946 г.);
- 6-я гвардейская военно-транспортная авиационная Запорожская Краснознамённая орденов Суворова и Богдана Хмельницкого дивизия (12.10.1955 г.);
- 6-я гвардейская военно-транспортная авиационная Запорожская Краснознамённая орденов Суворова и Богдана Хмельницкого дивизия ВВС Украины (01.01.1992 г.);
- Полевая почта 55685.

## История
История дивизии берет свое начало с создания в 1942 году 290-й штурмовой авиационной дивизии. День части определён 12 сентября.
Дивизия принимала участие в операциях и битвах:
- Сталинградская битва с 16 декабря 1942 года по 2 февраля 1943 года;
- Среднедонская операция с 16 декабря 1942 года по 30 декабря 1942 года;
- Ворошиловградская операция «Скачок» с 29 января 1943 года по 18 февраля 1943 года;
- Воздушная операция 6 мая 1943 года;
- Изюм-Барвенковская операция с 17 июля 1943 года по 27 июля 1943 года;
- Белгородско-Харьковская операция «Румянцев» с 3 августа 1943 года по 23 августа 1943 года;
- Донбасская операция с 13 августа 1943 года по 24 августа 1943 года.

За образцовое выполнение заданий командования и проявленные при этом мужество и героизм Приказом НКО СССР дивизия переименована 24 августа 1943 года в 6-ю гвардейскую штурмовую авиационную дивизию
Дивизия принимала участие в операциях и битвах:
- Донбасская операция с 24 августа 1943 года по 22 сентября 1943 года;
- Запорожская операция с 10 октября 1943 года по 14 октября 1944 года;
- Днепропетровская операция с 23 октября 1943 года по 5 ноября 1943 года;
- Никопольско-Криворожская наступательная операция с 30 января 1944 года по 29 февраля 1944 года;
- Березнеговато-Снигирёвская наступательная операция с 6 марта 1944 года по 18 марта 1944 года;
- Одесская наступательная операция — с 26 марта 1944 года по 14 апреля 1944 года;
- Львовско-Сандомирская операция с 13 июля 1944 года по 3 августа 1944 года;
- Висло-Одерская операция с 12 января 1945 года по 3 февраля 1945 года;
- Нижне-Силезская операция с 8 февраля 1945 года по 24 февраля 1945 года;
- Верхне-Силезская наступательная операция с 15 марта по 31 марта 1945 года;
- Берлинская операция с 16 апреля 1945 года по 8 мая 1945 года;
- Пражская операция с 5 мая 1945 года по 12 мая 1945 года.

За образцовое выполнение заданий командования и проявленные при этом мужество и героизм в Запорожской опрерации 14 октября 1943 года Приказом ВГК № 33 6-й гвардейской штурмовой авиационной дивизии присвоено почётное наименование «Запорожская».
Указом Президиума Верховного Совета СССР от 13 февраля 1944 года 6-я гвардейская штурмовая авиационная Запорожская дивизия награждена орденом «Боевого Красного Знамени» и орденом Суворова II степени.
Верховным Главнокомандующим дивизии объявлены благодарности:
- за освобождение города Запорожье[2];
- за овладение городами Владимир-Волынский и Рава-Русская[3];
- за овладение городом Пиотркув (Петроков)[4];
- за овладение городами Крайцбург, Розенберг, Питшен, Ландсберг и Гуттентаг[5];
- за овладение городами Лигниц, Штейнау, Любен, Гайнау, Ноймаркт и Кант[6];
- за овладение городами Нейштедтель, Нейзальц, Фрейштадт, Шпроттау, Гольдберг, Яуэр, Штригау[7];
- за овладение городами Грюнберг, Зоммерфельд и Зорау[8];
- за овладение городом и крепостью Глогау[9];
- за овладение городами Эссен, Кирххайн, Фалькенберг, Мюльберг, Пульснитц[10];
- за ликвидацию группы немецких войск, окруженной юго-восточнее Берлина[11];
- за овладение городом Берлин[12];
- за овладение городом Дрезден[13];
- за освобождение города Прага[14].

После окончания войны дивизия базировалась на аэродроме Белая Церковь. В июне 1946 году дивизия переформирована в 6-ю гвардейскую военно-транспортную авиационную Запорожскую Краснознаменную орденов Суворова и Богдана Хмельницкого дивизию и перебазирована на аэродром Кривой Рог (Днепропетровская область). В своем составе дивизия на момент переименования в 1946 году имела:
- 363-й транспортный авиационный Черкасский орденов Суворова и Богдана Хмельницкого полк (аэродром Белая Церковь, Украинская ССР) на самолетах Ли-2;
- 25-й гвардейский военно-транспортный авиационный Московский полк;25-й транспортный авиационный Московский полк (аэродром Васильков, Украинская ССР) на самолетах Ли-2.

После распада СССР 5 марта 1992 года дивизия включена в состав ВВС ВС Украины. В своем составе имела:
- 363-й военно-транспортный авиационный Черкасский орденов Суворова и Богдана Хмельницкого полк (аэродром Кривой Рог, Днепропетровская область Украинская ССР) на самолетах Ил-76;
- 338-й военно-транспортный авиационный Рижский полк (аэродром Запорожье, Украинская ССР) на самолетах Ил-76;
- 37-й военно–транспортный авиационный полк (аэродром Арциз, Одесская область Украинская ССР) на самолетах Ил-76;
- 175-й отдельный батальон аэродромно-тылового обеспечения (аэродром Кривой Рог, Днепропетровская область Украинская ССР);
- 563-й отдельный батальон связи РТО (аэродром Кривой Рог, Днепропетровская область Украинская ССР);
- 538-й отдельный батальон аэродромно-тылового обеспечения (аэродром Запорожье, Украинская ССР);
- 429-й отдельный батальон связи РТО (аэродром Запорожье, Украинская ССР);
- 537-й отдельный батальон аэродромно-тылового обеспечения (аэродром Арциз, Одесская область Украинская ССР);
- 467-й отдельный батальон связи РТО (аэродром Арциз, Одесская область Украинская ССР);

В связи с сокращением ВС 1 ноября 2013 года дивизия вместе с полками и частями обеспечения расформирована.

## Полки дивизии
- 25-й гвардейский военно-транспортный авиационный Московский полк;
- 363-й военно-транспортный авиационный Черкасский орденов Суворова и Богдана Хмельницкого полк;
- 369-й военно-транспортный авиационный Ясский Краснознаменный полк;
- 338-й военно-транспортный авиационный Рижский полк;
- 37-й военно-транспортный авиационный полк.

## Командиры дивизии
- 1946—1952 — генерал-майор авиации Листров Фёдор Михайлович;
- 1952—1958 — генерал-майор авиации Болдырихин Фёдор Захарович;
- 1958—1960 — полковник Щербина Павел Яковлевич;
- 1960—1967 — генерал-майор авиации Савельев Виктор Дмитриевич;
- 1967—1971 — полковник Захаров Виктор Васильевич;
- 1971—1976 — генерал-майор авиации Шевченко Анатолий Николаевич;
- 1976—1978 — генерал-майор авиации Кулыгин Борис Павлович;
- 1978—1988 — генерал-майор авиации Козий Иосиф Иванович;
- 1988—1992 — генерал-майор авиации Кочергин Геннадий Петрович;
- 1992—1992 — генерал-майор авиации Одинцев Алексей Константинович.

## Базирование
| Период            | Аэродромы                            |
| ----------------- | ------------------------------------ |
| 04.1946 — 12.1992 | Кривой Рог, Днепропетровская область |